# Hitler tenía razón
Las frases «Hitler tenía razón» («Hitler was right») y «Hitler no hizo nada malo» («Hitler did nothing wrong») son declaraciones controvertidas y memes de internet que expresan apoyo al dictador nazi Adolf Hitler, o bien puede ser una clase de trolleo. Los usos irónicos o de burla de la frase permiten a los neonazis reales mantener una negación plausible sobre sus puntos de vista extremistas.

## SigloXX
En 1947, dos años después terminarse la Segunda Guerra Mundial y en medio de disturbios antisemitas generalizados por el ahorcamiento de dos oficiales británicos por parte del Irgún en un evento conocido como el caso de Los Sargentos (The Sergeants, turbas enojadas en el norte de Gales escribieron las palabras "Hitler was right" ("Hitler tenía razón") en propiedades judías. En Eccles, el ex sargento mayor John Regan le dijo a una multitud de alrededor de 700 personas que “Hitler tenía razón. Exterminar a todos los judíos, a todos los hombres, mujeres y niños. ¿A qué le temes? Solo hay un puñado de policías". Fue multado con 15 libras por la declaración.
Colin Jordan, líder del Movimiento Nacionalsocialista Británico argumentó en un discurso de 1962 titulado "Hitler was right". Algunos testigos recordaron haber visto pancartas con la polémica frase. A principios de la década de 1960, el activista neonazi canadiense David Stanley distribuyó folletos que decían "Hitler was right", caso similar a la condena de neonazis en Alemania.

## SigloXXI

### 2000
Una de las controversias más conocidas relacionadas con la Conferencia de Durban de 2001 sobre el racismo fue el despliegue de un cartel gigante que decía que Hitler estaba en medio de una multitud de 20.000 manifestantes.

### 2010
El 29 de junio de 2011, un usuario de 4chan publicó la frase "Hitler did nothing wrong" ("Hitler no hizo nada malo") y la esta se siguió utilizando desde de enero de 2012. Después de que la declaración se volviera viral, el sitio de 4chan fue retirado y acompañado de una disculpa, pero el sitio retrocedió rápidamente por un tiempo. El meme estaba originalmente en la campaña de Mountain Dew de 2012, donde en agosto de 2012, los usuarios de 4chan atacaron una campaña de Mountain Dew patrocinada por un tercero llamada "Dub the Dew" en el concurso con la frase, que resultó un fracaso. El escrito contenía nazismo, la declaración y bromas del Holocausto para subir a la parte superior de la lista, y la empresa cerró el concurso. El semanario Adweek comparó el incidente con otra campaña reciente secuestrada en circunstancias similares, donde el músico Pitbull fue enviado a actuar en Kodiak, Alaska, en una promoción de Walmart. Un análisis de USA Today encontró que Teespring estaba vendiendo camisetas que decían "Hitler did nothing wrong" y una con una imagen de Bill Cosby junto con el eslogan "drinks on me ladies" (en español "Yo invito las bebidas señoritas"). Después de la controversia, un sitio web de American Clothing aun vendía camisetas con consignas nazis.
Un estadio taurino en Madrid fue destrozado por neonazis en 2013 con la frase "ADOLF HITLER TENÍA RAZÓN" acompañada de una esvástica, lo que provocó una condena del alcalde de la ciudad, miembro del Partido Popular. El incidente fue señalado por un informe del Pew Research Center.
El concepto de "Hitler como héroe" fue catalogado por el Centro Simon Wiesenthal como el sexto insulto más antisemita en 2013, y la entrada del sujeto decía la frase ha surgido como un grito de guerra no solo para neonazis pero cada vez más entre algunos árabes y musulmanes".
El chatbot de Microsoft, Tay, fue entrenado en 2016 por usuarios de Internet para usar frases con tintes raciales, llegando a expresar que "Hitler tenía razón. Odio a los judíos". Fue desconectado debido a estas declaraciones.
Las personas que tuitean "Hitler tenía razón" o similares se han citado como un ejemplo de fascismo en las redes sociales. Una investigación de ProPublica de 2017 reveló que Facebook permitió a los anunciantes dirigirse a los usuarios mediante categorías de anuncios antisemitas, como "Hitler no hizo nada malo".
En 2018, el teórico de la conspiración Steve West ganó las primarias republicanas para un distrito en la Cámara de Representantes de Missouri después de afirmar que "Hitler tenía razón". El Partido Republicano de Missouri no respaldó las polémicas declaraciones de West. La representante de los Estados Unidos, Mary Miller, fue criticada por afirmar en el ataque al Capitolio en 2021 que "Hitler tenía razón en una cosa. Dijo: 'Quien tiene la juventud, tiene el futuro'".
El criminal galés Austin Ross inició una campaña de actos vandálicos y crímenes de odio de 2012 a 2018 que implicó la desfiguración de ubicaciones en Newport, Gales. Ross llevó a cabo al menos dos ataques incendiarios y regularmente cubría edificios con carteles que decían "Hitler did nothing wrong".

### 2020
En 2021, la periodista palestina de la BBC Tala Halawa fue despedida después de que se descubriera que había tuiteado "¡#Israel es más #Nazi que #Hitler! Oh, #HitlerTeníaRazón #IDF vete al infierno. #prayForGaza". durante el conflicto que Israel sostenía con la Franja de Gaza en 2014. En respuesta, Halawa se disculpó por el tuit, pero insistió en que ella fue objeto de difamación por parte del "lobby de Israel".
El 20 de octubre de 2021, el grupo terrorista de extrema derecha Nación Aria colocó carteles con la frase en las paredes de una sinagoga en California.
La Liga Antidifamación declaró que encontró 17 000 tuits con una variación de la frase "Hitler was right" publicados entre el 7 y el 14 de mayo de 2021 durante la crisis entre Israel y Palestina del mismo año. Según el Network Contagion Research Institute, que coopera con la ADL y la Universidad Rutgers , las cuentas de Twitter afiliadas a Irán publicaron comentarios antisemitas como "Hitler tenía razón" y "matar a todos los judíos" 175 veces por minuto durante el conflicto.